# Michael Bertiaux
Michael Paul Bertiaux es un filósofo, artista y ocultista. Nació en la ciudad de Seattle en el año 1935.
Su padre fue un capitán de la marina mercante y su madre una famosa teosofa.
Viaja como profesor de filosofía a Haití en 1960 y allí toma contacto con la brujería haitiana. Poco después es consagrado Obispo de la Iglesia Gnóstica.

Actualmente, Bertiaux es considerado una de las principales autoridades en la temática Vudú siendo Soberano Gran Maestro de la orden esotérica La Couleuvre Noire y la OTOA.
Se debe a Bertiaux el haber dado forma a la doctrina subyacente en el Vudú, revive en este las corrientes gnósticas cristianas las que remonta a Martínez de Pasqually en el siglo XVIII.
Como pintor realiza cuadros de contenido metafísico muchos de los cuales aparecen en las Trilogías Tifonianas de Kenneth Grant.
Su obra "Voudon Gnostic Workbook" tuvo gran influencia en la historieta "The Invisibles" de Grant Morrison.

## Libros
- Voudon Gnostic Workbook
- Lucky Hoodoo - A short course in Voudoo Power Secrets
- A Course In Cosmic Meditation
- The Hoard of Gold Course
- The Gnostic Teaching of Michael Bertiaux: Inner and Outer Retreat Lessons of the Monastery of the Seven Rays (Years 1-4)
- Forthcoming: Ontological Graffiti (sin publicar al 06/2007)

## Críticos
- Guerra Gómez, Manuel. 'Diccionario Enciclopédico de las sectas', Editorial BAC, 2005, Madrid, España, ISBN 978-84-7914-560-6

- Datos: Q720339